# L'Espantaocells (còmic)
L'Espantaocells (Dr. Jonathan Crane) (Scarecrow a l'original) és un supermalvat de ficció que apareix en còmics publicats per DC Comics, creat per Bill Finger, Bob Kane i Jerry Robinson. El personatge va aparèixer per primera vegada al World's Finest Comics nº 3 publicat el 15 d'agost de 1941 (amb data de portada de Tardor de 1941). L'autoproclamat "Mestre de la por" es representa habitualment com un obsessiu ex-professor de psicologia de Gotham City que utilitza diverses drogues experimentals i toxines per explotar les pors i les fòbies de les seves víctimes. És un dels enemics més perdurables del superheroi Batman i pertany al col·lectiu d'adversaris que formen la galeria de vilans del Cavaller Fosc.
El 2009, l'Espantaocells va ser classificat com el 58è malvat més gran de còmics de tots els temps de la llista d'IGN. S'ha adaptat substancialment dels còmics a diverses formes de suports, inclosos llargmetratges, sèries de televisió i videojocs. Ha estat doblat per Henry Polic II i Jeffrey Combs a DC animated universe, per Dino Andrade i John Noble a la sèrie de videojocs Batman: Arkham City i per Robert Englund a Injustice 2. També ha estat retratat per Cillian Murphy a les pel·lícules The Dark Knight Trilogy, i per Charlie Tahan i David W. Thompson a la sèrie de televisió de FOX Gotham.

## Historial de publicacions
Bill Finger i Bob Kane van introduir Espantaocells a la tardor de 1941 per al World's Finest Comics # 3, durant l'Edat Daurada dels còmics, en què només va fer dues aparicions. El personatge es va reviure durant l'edat de plata dels còmics de l'escriptor Gardner Fox i l'artista Sheldon Moldoff a les pàgines de Batman # 189 (febrer de 1967), mantenint encara la seva història de l'època d'or. Va ser també en Batman nº 189 quan es va mostrar el gas del temor de l'Espantaocells.
Després de la reiniciar la crisi de diversos esdeveniments de 1986, Crisis on Infinite Earths, la història de l'origen del personatge s'amplia a Batman Annual # 19 i a la minisèrie Batman / Espantaocells: Year One. Aquesta narració també revela que Crane té por als ratpenats. El 2011, com a resultat del reinici de The New 52, l'origen de Espantaocells (així com el de diversos altres personatges DC) es va canviar completament, incorporant diversos elements que difereixen del seu original.

## Biografia del personatge fictici

### Rerefons
Durant la seva infància i adolescència, Jonathan Crane està obsessionat amb la por i la venjança a causa del bullying constant, sobretot per la seva semblança amb Ichabod Crane de The Legend of Sleepy Hollow. És humiliat per l'assetjador escolar Bo Griggs i rebutjat per l'animadora Sherry Squires, de manera que es venja durant la festa major fent vestir el seu vestit de espantaocells de marca i brandant una pistola a l'aparcament de l'escola; en el caos conseqüent, Griggs arriba en un accident de cotxe, paralitzant i matant Squires.
L'obsessió de Crane per la por el porta a convertir-se en psicòleg, treballant a Arkham Asylum i fent experiments que indueixin la por als seus pacients. També és professor de psicologia a la Universitat de Gotham, especialitzat en l'estudi de fòbies. Ell perd la feina després de disparar una pistola a l'interior d'una aula plena, ferint accidentalment un estudiant; es venja matant els professors responsables de la seva baixa i es converteix en un criminal de carrera. Com a professor universitari, Crane va assessorar un jove Thomas Elliot. El personatge també té un cameo en Sandman # 5, semblant poc característic.
A les històries de Jeph Loeb i Tim Sale, l'Espantaocells es representa com un dels delinqüents més descarregats a la galeria rogenca de Batman, amb el costum de parlar en rimes bressol. Aquestes històries revisen encara més la seva història, explicant que va ser criada per la seva àvia fanàticament religiosa i maltractadora, a qui va assassinar com a adolescent.

### Carrera criminal
L'Espantaocells té un paper destacat en la història del “terror” de Doug Moench, ambientada en els primers anys de Batman, on l'Espantaocells es trenca a la presó pel misteriosament retornat professor Hugo Strange, que selecciona l'Espantaocells com a aliat per ajudar-lo a capturar Batman. L'espantaocells s'encén a Estrany quan la teràpia de Strange es demostra prou eficaç per convertir l'Espantaocells contra el seu “benefactor”, empassant-lo en un penell i llançant-lo a la bodega de la seva mansió. L'Espantaocells utilitza la mansió de Strange com a trampa per a Batman, però és menys efectiu que el pla d'atac de Strange a causa que l'Espantaocells desconeix la identitat de Batman; Espantaocells utilitza el pla de Strange per atraure Batman a Crime Alley però la seva "trampa" consisteix en simplement decapitar un dels seus antics companys de classe al carrer davant de Batman. Amb l'ajuda de Catwoman -que Espantaocells havia intentat fer xantatge per ajudar-lo capturant-la i fotografiant-li la cara desemmascarada-, Batman atrapa a l'Espantaocells, però perd la vista de Strange, encara que no és clar si Strange havia sobreviscut a la caiguda a la paleta va afirmar que atreia rates a si mateix utilitzant la seva suor perquè pogués menjar-les, o si l'Espantaocells i el Batman al·lucinaven per l'exposició a la toxina de por a l'Espantaocells, tot i que Batman conclou que la posterior explosió de la casa definitivament ha assassinat Strange.
L'Espantaocells apareix a Batman: The Long Halloween, que es va veure escapant d'Arkham el Dia de la mare amb l'ajuda de Carmine Falcone, que també ajuda el Barreter Boig a la fugida. L'Espantaocells gaseja Batman amb por a la toxina quan s'escapa, i fa que Batman fugi a la tomba dels seus pares com Bruce Wayne, on és arrestat pel comissari Jim Gordon a causa dels sospitosos vincles de Wayne amb Falcone. L'espantaocells roba un banc amb el Barreter Boig el Dia de la independència per Falcone, però és detingut per Batman i Catwoman. Posteriorment apareix a l'oficina de Falcone a Halloween amb la futura galeria de canalla de Batman, però és derrotat per Batman. L'Espantaocells torna a Batman: Dark Victory com a part de la colla de Two-Face, i se li veu primer posar gasos de por a les nines dels nens la Nit de Nadal. Finalment és derrotat per Batman. Posteriorment apareix com un dels dolents presents al judici de Calendar Man. Es revela que ell i Calendar Man havien estat manipulant el fill de Falcone, Alberto; l'Espantaocells havia determinat que Alberto temia el seu pare i enverinava els seus cigarrets amb por de toxina per fer sortir la por; Calendar Man, mentrestant, havia estat parlant amb Alberto, amb la por de la toxina que feia que Alberto escoltés la veu del seu pare. Junts, manipulen a Alberto per fer un intent d'assassinat sense èxit a la seva germana, Sofia Gigante. Després d'atacar l'amagatall de Two-Face, Batman captura l'Espantaocells, que li diu cap a on es dirigeix Two-Face. A Catwoman: When in Rome, l'Espantaocells proporciona a Riddler gas amb por per manipular a Catwoman, i després ajuda a Riddler quan lluita contra Catwoman a Roma. Espantaocells ataca accidentalment el Guepard amb la seva falca abans que Catwoman el deixi fora de combat.
L'Espantaocells apareix en arcs d'història com Knightfall i Shadow of the Bat, fent un equip amb el Joker per rescatar l'alcalde de Gotham City. Batman repassa el seu pla i els obliga a retirar-se. L'Espantaocells traeix a Joker ruixant-lo amb gas de por, però no té cap efecte; El Joker després colpeja Espantaocells sense sentit amb una cadira. L'Espantaocells després intenta fer-se càrrec de Gotham amb un exèrcit d'estudiants universitaris hipnotitzats, ordenant-los que difonguessin el gas per por a tota la ciutat. El seu tinent és el fill del primer home que va matar. S'enfronten tant a Batman-Azrael com a Anarky, i tracta de fugir obligant el seu tinent a saltar d'un edifici. Batman-Azrael el fa fora i Anarky aconsegueix salvar el noi.
Malgrat el seu historial criminal, continua sent reconegut com a psicòleg hàbil. Quan Aquaman va necessitar conèixer un assassí en sèrie que operava a la seva nova ciutat de Sub Diego-San Diego ha estat enfonsat i els habitants convertits en respirables d'aigua per una organització secreta - va consultar a Crane per conèixer el patró dels crims de l'assassí, va determinar la grua que les víctimes havien estat escollides com a inicials dels seus cognoms i cognoms lletrejaven el missatge "No puc assumir-ho més" (permetent així a Aquaman determinar tant la veritable identitat com el blanc final del veritable assassí).
A l'arc de 2004, com As the Crow Flies, l'Espantaocells és contractat pel Pingüí per falses intencions. A continuació, la doctora Linda Friitawa muta en secret l'Espantaocells a una criatura assassina coneguda com el "Espantaquillista", que Pingüí fa servir per assassinar els seus lleons deslleials. Les aparicions posteriors del personatge es mostren de nou com una grua sense mudar, tret d'una aparició durant l'arc de la història dels War Games. L'Espantaocells apareix al tercer número de War Games que salva a Black Mask des de Batman i actuant com l'aliat del senyor del crim, fins que Black Mask l'utilitza per desactivar una mesura de seguretat a la Torre del Rellotge llançant literalment l'Espantaocells a ell. L'Espantaocells es desperta, es transforma en l'Espantaocells i fa estralls fora de l'edifici intentant trobar i matar Black Mask. La policia és incapaç d'enderrocar-lo i permetre que Catwoman, Robin, Tarantula II i Onyx lluitin contra Scarebeast, ja que el comissari Atkins havia dit a tots els oficials que capturessin o matessin cap vigilant, algun criminal o costumista que trobessin. Fins i tot no poden derrotar l'Espantaocells, tot i que sembla haver estat derrotat després que esclati la Torre del Rellotge.
L'Espantaocells reapareix al costat d'altres bandits Batman del metro de Gotham; primer entre els vilans que es reuneixen al Iceberg Lounge per ser capturats per la Suicide Squad. L'Espantaocells s'escapa gasant Bronze Tiger amb por a la toxina. Posteriorment apareix advertint als Ventríloc II, Firefly, Killer Moth i Lock-Up, que planegen atacar el Pingüí, que es va aliar amb la Suicide Squad. Els vilans omplen les seves advertències i es burlen d'ell. Després condueix els mateixos quatre a una trampa orquestrada per Tobias Whale. Killer Moth, Firefly i Lock-Up tots sobreviuen, però estan ferits i inconscients fins a diversos graus, el titella de Scarface és "assassinat" i Peyton Reily, el nou Ventriloquist, resulta il·lès, tot i que després de l'atac és tret per Tobias Whale. els homes. Whale llavors traeix l'Espantaocells simplement per tocar-li l'espatlla (es revela que Whale gairebé odia patològicament les "màscares" perquè el seu avi va ser un dels primers ciutadans de Gotham assassinats per un criminal emmascarat). L'arc de la història finalitza amb l'Espantaocells colpejat i lligat per Tobias Whale, com a senyal de totes les "màscares" que no són benvingudes a la nova visió de Whale sobre Gotham.
L'Espantaocells apareix a Batman: Hush, que treballa per a Riddler i Hush. Compon perfils als diversos vilans de Gotham perquè Riddler i Hush puguin manipular-los fins als seus propis fins. Després gaseja Huntress amb el seu gas de por, fent que ataqui Catwoman. Ataca a Batman en un cementiri, només per aprendre el seu gas per por és ineficaç (a causa de l'error de Hush), però abans que pugui revelar-ho, és assassinat per by Jason Todd. L'Espantaocells també apareix a Batman: Heart of Hush, segrestant un nen per distreure Batman perquè Hush pugui atacar Catwoman. Quan Batman va a rescatar el nen, Espantaocells activa un implanta Venom, fent que el noi ataqui Batman. És derrotat quan Batman lliga l'ós de peluix del noi a l'Espantaocells, fent que el nen ataqui l'Espantaocells. Després de ser capturat, Batman l'ataca a la presó per aconseguir la ubicació de Hush.
A la història de Battle for the Cowl, l'Espantaocells és reclutat per un nou Black Mask per formar part d'un grup de vilans que pretenen fer-se càrrec de Gotham arran de l'aparent mort de Batman. Més tard assisteix al senyor del crim a fabricar una droga recreativa anomenada "Thrill", que crida l'atenció d'Oracle i de Batgirl. Després és derrotat per Batgirl i novament arrestat.

### Blackest Night
L'Espantaocells apareix breument al quart número de Blackest Night. La seva immunitat a la por (provocada per una exposició freqüent a la seva pròpia toxina de por) el fa pràcticament invisible a les Llanternes Negres invasores. La droga ha afectat la seva salut, agreujada per la llarga desaparició de Batman en la història de Batman R.I.P.; desenvolupa una addicció literal a la por, exposant-se deliberadament a l'exèrcit venjant, però sabent que només Batman podria espantar-lo de nou. L'ús d'un duplicat de l'anell de poder de Sinestro que es va substituir al Sinestro Corps durant 24 hores per combatre les Llanternes Negres. Feliç satisfet per poder tornar a sentir por de nou, l'Espantaocells amb alegria i sense cap pregunta segueix els ordres de Sinestro. La seva alegria es veu reduïda quan Lex Luthor, aclaparat per la llum taronja d'Avarice, li roba el seu anell.

### Brightest Day
Durant els esdeveniments del Brightest Day, l'Espantaocells comença a segrestar i assassinar interns universitaris que treballen per LexCorp com a manera de tornar a Lex Luthor per robar-li el seu anell. Quan Robin i Supergirl intenten aturar els seus plans, l'Espantaocells desencadena una nova toxina de por que és prou potent com per afectar un kriptonià. La toxina obliga a Supergirl a veure visions d'un Reactron de Lantern Negre, però és capaç de sortir de la il·lusió i ajudar a Robin a vèncer l'Espantaocells. Finalment, s'allibera d'Arkham quan Deathstroke i els Titans es trenquen a l'asil amb l'objectiu de capturar un dels interns.

### The New 52
A The New 52 (un reinici de l'univers DC Comics), Espantaocells és un vilà central de la família de llibres Batman i va aparèixer per primera vegada a la New 52 de Batman: The Dark Knight nº 4 (febrer de 2012), escrit per David Finch i Paul Jenkins. La seva història d'origen també es veu alterada; en aquesta continuïtat, el seu pare el va utilitzar com a subjecte de prova en els seus experiments basats en la por. Com a part dels experiments, Jonathan va quedar tancat a l'interior d'una petita habitació fosca, mentre que el seu pare (que estava examinant els efectes de la prova des de l'exterior) va patir un atac de cor i va morir, deixant Jonathan atrapat a la cambra de proves durant dies fins que va ser alliberat per alguns empresaris de la Universitat. Com a resultat d'aquest esdeveniment, va ser traumatitzat de manera irreparable i va desenvolupar una obsessió per la por. Es va convertir en psicòleg, especialitzat en fòbies. Finalment, Crane va començar a utilitzar pacients com a subjectes de prova per la seva toxina per por. El seu gir a la criminalitat també és notablement diferent en aquesta versió; l'Espantaocells de The New 52 és acomiadat de la seva professió per haver cobert a un estudiant aracnafòbic amb aranyes i es converteix en un criminal després d'apunyalar a un pacient a mort.
L'Espantaocells segresta Poison Ivy, i treballa amb Bane per crear i distribuir a diversos interns d'Arkham una nova forma de Venom infusionada amb la por de la toxina de l'Espant. Amb l'ajuda de Superman i The Flash, Batman derrota als vilans. L'Espantaocells tornen a aparèixer a Batman: The Dark Knight nº 10, escrit per Gregg Hurwitz, per a un arc de sis números. L'Espantaocells segresta el Commissioner Gordon i diversos nens i, finalment, allibera la seva toxina de por a l'atmosfera. L' espantaocells també és usat com a peó pel Joker, per la seu complot "Death of the Family"; se li coneix com a metge de Batman.
Espantaocells apareix a Swamp Thing nº 19 (juny de 2013), retallant flors per les seves toxines al jardí botànic de Metropolis. Swamp Thing intenta salvar Espantaocells de tallar una flor verinosa, sense adonar-se de qui és el vilà. Espantaocells intenta utilitzar la seva toxina de por a Swamp Thing. La toxina fa que Swamp Thing perdi el control dels seus poders fins que Superman intervé.
Més tard the Outsider se li apropa per la persona externa de la Societat secreta de Super Villans per unir-se al grup. L'Espantaocells accepta l'oferta.
Com a part del "Villains Month", Detective Comics vol. 2, # 23.3 (setembre de 2013) es titulava L'Espantaocells # 1. L'espantaocells va a veure Killer Croc, Mr. Freeze, Poison Ivy i Riddler i els informa d'una guerra al Penitenciari de Blackgate i s'assabenta d'on viuen cadascuna de les aliances. A través de les seves converses amb cadascun, l'Espantaocells s'assabenta que Bane pot ser la causa de la revolta de Blackgate i serà el seu líder en la guerra imminent. També es va afirmar que Talons de la Cort dels Mussols s'emmagatzemaven a Blackgate sobre gel. Més endavant, mirant la ciutat dividida, l'Espantaocells afirma que un cop acabada la guerra i caigut el darrer obstacle, la ciutat de Gotham seria la seva. Espantaocells L'Espantaocells s'acosta al professor Pyg a l'Hospital Memorial de Gotham per veure si donarà els seus subministraments i Dollotrons als seguidors de l'Espantaocells. L'Espantaocells es dirigeix al Pingüí a continuació, que ja tenia previst la guerra imminent, fent volar els ponts que donaven accés a la ciutat de Gotham. L'Espantaocells i Man-Bat intenten robar els congelats talons de Blackgate mentre el Pingüí manté una reunió amb Bane. Killer Croc rescata l'Espantaocells i Man-Bat de Blackgate i porta l'Espantaocells a la torre Wayne, on dona a Killer Croc Wayne Tower ja que ja no li convé. L'Espantaocells comença a despertar els talons en el seu poder, després d'haver-los sofregit amb el seu gas de por i utilitzar la tecnologia de control de la ment de Mad Hatter en els seus cascos per controlar-los. A Arkham Asylum, Espantaocells considera que ha perdut els talons després que Bane els alliberés de la tecnologia de control de la ment del Barreter Boig. L'Espantaocells es dirigeix al seu següent pla, donant als altres interns una petita dosi de Venom de Bane per transformar-los temporalment. Al declarar Bane que la ciutat de Gotham finalment és la seva, té Espantaocells penjat entre dos edificis.
A Batman and Robin Eternal, els flashbacks revelen que l'Espantaocells va ser el primer vilà enfrontat per Dick Grayson com a Robin a l'univers del Nou 52, quan les investigacions d'elles i de Batman sobre les activitats de l'Espantaocells van conduir a Batman a la mare, una dona que creu que la tragèdia i el trauma serveixen d'influències positives per ajudar a les víctimes a ser més fortes. Per a això, la mare ha fet que l'Espantaocells desenvolupi un nou estil de toxina amb por que fes que el cervell pateixi la mateixa experiència que presenciar un trauma massiu, però l'Espantaocells es gira contra la mare, ja que les víctimes d'aquest pla es farien incapaços de sentir res. Reconeixent que serà assassinat un cop hagi superat la seva utilitat, l'Espantaocells intenta recórrer a Batman, però Batman aprofita aquesta oportunitat per fer que Crane entregui un perfil psicològic fals a ell a la Mare, afirmant que Batman és un nen espantat aterrat a perdre la gent que es preocupa per fer que la mare cregui que l'entén. En l'actualitat, mentre que la mare desencadena un nou senyal hipnòtic per prendre el control dels fills del món, la Família de ratpenats segresta l'Espantaocells per produir un nou lot de la seva toxina trauma després de determinar que anul·la la influència controladora del senyal de la mare fins que poden tancar la seva base principal.

### DC Renaixement
Posteriorment treballa amb la Haunter per alliberar una dosi baixa de gas temorós al voltant de Gotham el Nadal i posa en marxa un petit estand perquè agafi el gas temor. Tant ell com Haunter queden paralitzats pels efectes del gas temor i arrestats per Batman. L'Espantaocells sorgeix més tard amb un anell de poder del Sinestro Corps per induir por i ràbia contra Batman en ciutadans a l'atzar a tot Gotham, fins al punt que provoca Alfred Pennyworth amenaçant de disparar a Simon Baz com a part del seu assalt final.
A la seqüela de Watchmen Doomsday Clock, Espantaocells es troba entre els vilans que assisteixen a la reunió subterrània de Riddler que parla sobre la teoria de Superman.

## Poders, habilitats i equipaments
Jonathan Crane és un brillant psicòleg especialitzat en por i fòbies. Amb aquest coneixement, sap utilitzar paraules per afectar les accions d'una persona.
A l'arc de la història, As the Crow Flies, després d'haver estat mutat en secret per la doctora Linda Friitawa, l'Espantaocells adquireix la capacitat de convertir-se en un gran monstre amb força, resistència i un gas de por que emet naturalment. Tanmateix, ha d'estar sotmès a una tensió física o un tracte per transformar-se.

### Gas de la por
També és un bioquímic consumat per la seva invenció del gas temor, una substància volàtil psicodèlica armada que fa que les seves víctimes pateixin al·lucinacions de temor. Porta la seva màscara Espantaocells per millorar l'efecte de l'al·lucinogen. La màscara conté filtres per protegir-lo del seu propi gas. L'exposició prolongada al seu propi gas ha malmès el cervell de Crane malgrat les mesures que s'han fet per protegir-se d'el, fent-lo gairebé incapaç de tenir por de res, excepte Batman. Això és problemàtic per a ell, ja que és addicte a la por i busca compulsivament enfrontaments amb Batman per alimentar la seva addicció.

### Armes
L'Espantaocells, de vegades, fa servir una guarnició que fa servir a més del seu "ball violent". L'Espantaocells també utilitza un polvoritzador de gas de por a la forma d'un crani humà, palles que deixa com a targeta de visita, palletes especials que es poden enganxar a la meitat per alliberar un verí de por (com es pot veure a Batman: Hush) i farcit Espantaocells que fan por a les seves víctimes.
Durant les mini-sèries Blackest Night, l'Espantaocellset és temporalment dipositat al Cos Sinestro per un duplicat de l'anell de Sinestro.Demostra ser molt capaç de manipular la llum de la por per crear construccions, fins que el seu anell és robat per Lex Luthor.

## Altres versions
Com un dels opositors més reconeixibles i populars de Batman, l'Espantaocells apareix en nombrosos còmics que no es consideren part de la continuïtat regular de DC, inclosos:
Batman / Daredevil [ edita ]
L'Espantaocells apareix a Batman / Daredevil: King of New York, en el qual intenta fer servir l'imperi del crim de Kingpin per dispersar el gas de por a la ciutat de Gotham. És derrotat quan Daredevil, l'home sense por, es demostra immune al gas. [55]

### DC vs. Marvel
A DC vs Marvel, l'Espantaocells s'alien temporalment amb l'Espantaocells de l'Univers Marvel per capturar Lois Lane abans que els dos siguin derrotats fàcilment per Ben Reilly.

### JSA: The Liberty Files
L'Espantaocells es presenta a la segona part de les quatre parts de JSA: The Liberty Files. Aquesta versió de l'Espantaocells es retrata com un agent alemany que mata un contacte que treballa per a la ratapinyada (Batman), el Rellotge (Hourman), i el Mussol (Doctor Mid-Nite). En una lluita amb l'Espantaocells, el nuvi de l'agent Terry Sloane és assassinat. Això fa que Sloane torni al camp com a Mister Terrific i mati Espantaocells.

### Batman: Dark Knight Dynasty
A la novel·la gràfica original Elseworlds Batman: Dark Knight Dynasty com a henchwoman/consort, sota la feina de Vandal Savage, apareix un Jonathan Crane anomenat Jenna Clarke/Scarecrone. L'Espantaocells també actua com a stand-in de Two-Face. Té el poder d'envair la psique d'una persona i fer que les seves pors més profundes apareguin com a il·lusions simplement tocant-les. "Espantaocells" és en realitat una personalitat separada de Jenna Clarke, Vandal Savage requereix que Clarke canviï a la seva persona Scarecrone mitjançant una fórmula especial de la qual ha de dependre Clarke. Les dues personalitats són realment extremadament antagòniques les unes a les altres. Es revela que quan la fórmula fa aparèixer Scarecrone, el costat dret de la cara es fa fortament cicatritzat. Aquesta cicatriu es cura quan la fórmula es desgasta i la personalitat de Jenna Clarke torna a ser dominant.

### Justice
L'Espantaocells és un dels personatges principals de la maxi-sèrie de Justice d'Alex Ross com a part de la Legion of Doom. Va ser vist per primera vegada sense vestir en un hospital i va injectar a una noia en una cadira de rodes amb un sèrum que li permetés caminar. L'Espantaocells es va veure disfressat durant el discurs de Lex Luthor al costat de Clayface dins de la llar de Black Canary i Green Arrow. Crane gaseja Canari mentre Clayface ataca Green Arrow, però l'atac fracassa al final de Crane quan el Canari Negre troba el seu marit atacat per Clayface. Oliver derrota a Clayface electrocutant-lo amb una làmpada i el duo fuig al poc temps que Canari deixa anar el seu crit de Canari. L'Espantaocells es veu més tard amb Clayface i Parasite, havent capturat al Comissari Gordon, Batgirl i Supergirl. Quan la Lliga de la Justícia assalta el Hall of Doom, l'Espantaocells no sembla enfrontar-se a cap objectiu concret i duel la Lliga en el seu conjunt. És un dels pocs vilans que va escapar de l'atac inicial de la Lliga. La Lliga de la Justícia segueix l'Espantaocells a la seva ciutat, amb la qual cosa envia la població de la seva ciutat a atacar la Lliga, sabent que no perjudicaran els civils. No obstant això, l'anell de John Stewart allibera la ciutat del control de Espantaocells, alliberant posteriorment a Espantaocells del control de Brainiac. L'Espantaocells no sembla molestat en aquesta realització, admetent que ho hauria fet de totes maneres. Provoca una desviació en alliberar el seu gas de por a tota la ciutat, conduint els seus ciutadans a un frenesí homicida, i aconsegueix escapar de la captura, però és emboscat i gairebé assassinat pel Joker en represàlies per no haver estat convidat al Legion of Doom. La Lliga de la Justícia torna a salvar la ciutat de l'Espantaocells.

### Batman: Crimson Mist
L'Espantaocells apareix al tercer i últim capítol de Batman & Dracula: Red Rain, en què el seu vestit s'ha adornat amb cordons de dits trencats de víctimes passades i de tota la seva família; els matons que el turmentaven a l'escola. Està a punt de matar un exjugador de futbol quan apareix el vampir Batman, i destaca que l'Espantaocells és gairebé pitjor que ell; ara no té més remei que matar, però l'Espantaocells té la possibilitat de triar i, tot i així, va triar la presa d'innocents. A continuació, Batman agafa el flaire de gas temorós, esclafant-lo juntament amb la mà del supervisor i talla el cap d'Espantaocells amb la seva pròpia falç, declarant que l'Espantaocells no té ni idea del que és la por.

### The Batman Adventures
A The Batman Adventures # 1, l'Espantaocells es veu al llarg d'alguns altres fadrins de Batman a Arkham Asylum. En el número 9, l'Espantaocells es veu durant una seqüència de retrocés. L'escriptor de la sèrie, Ty Templeton, va mencionar durant una entrevista que originalment volia utilitzar els Espantaocells en una història que hauria revelat per què un accident i un judici d'assassinat el van provocar que canviés el seu vestit, ja que la seva cara mai es va veure a The New Batman Adventures, però la sèrie es va cancel·lar abans que el misteri de l'Espantaocells es pogués revelar.

### Batman Beyond
A l'adaptació de Batman Beyond, el 2010, el personatge no apareix mai a la pantalla, però s'esmenta que Crane va acabar retirant-se de la seva vida de crim i va passar els últims deu anys de la seva vida escrivint experiments.
Als nous 52 llibres Batman Beyond que es produeixen després de Future's End, el futur Batman lluita contra una nova versió femenina de l'Espantaocells anomenada Adalyn Stern. Quan era nena, Adalyn es va veure traumatitzada quan va presenciar que Batman va vèncer brutalment al seu pare (que era un líder notori de les bandes). Va ser posada en atenció institucional fins que va ser assignada a un dels deixebles de Jonathan Crane que va intentar tractar-la amb la tecnologia derivada del treball de Crane, que només va amplificar la por a Batman. Creix i es converteix en co-àncora de Jack Ryder a les notícies 52. Fa servir cubs d'IA col·locats a les cases de tothom per rentar el cervell a la població creient que el nou Batman és un monstre demoníac que cal enderrocar. Finalment, és derrotada pels esforços combinats de l'original i nou Batman, així com Jack Ryder, i després se situa a l'Archham Asylum quan es veu a si mateixa com un altre que l'Espantaocells.

### Flashpoint
En la línia de temps alternativa de l'esdeveniment Flashpoint, l'Espantaocells és un dels molts vilans assassinats posteriorment per Batman.

### Batman: Earth One
A la novel·la gràfica Batman: Earth One, el doctor Jonathan Crane s'esmenta com el cap de l'Institut Crane per a la Insana Criminal, i un dels seus escapats és un Ray Salinger, també conegut com el "Birthday Boy", utilitzat per l'alcalde Cobblepot per als seus avantatges.

### Batman: Arkham Unhinged
A Batman: Arkham Unhinged, el Barreter Boig va esmentar que va adquirir i modificar el gas temor de Espantaocells per fer que Batman veiés els seus "Alices" com a diversos personatges d'Alícia al país de les meravelles que, al seu torn, van ser drogats per Hatter i posats sota el seu control.

### Injustice: Gods Among Us
L'Espantaocells apareix en la còmic preqüela Injustice: Gods Among Us'. Al primer any, el Joker de l'univers alternat enverina l'Espantaocells amb la seva toxina riallera, que el va deixar en estat de coma induït. Més tard, el cos d'Espantaocells es troba a S.T.A.R. Labs per the Flash, amb la cara retorçada en un somriure. El Joker faria servir la por a la toxina de Espantaocells amb kriptonita per fer que Superman veiés a la seva dona Lois com Doomsday, fent que l'Home d'Acer l'assassinara accidentalment i segellés el destí de Metropolis's fate. L'any cinquè, després de despertar-se de la coma, Espantaocells es dirigeix a Bludhaven, on es reuneix amb Black Mask, Man-Bat, Bronze Tiger, Mad Hatter i Tweedledum and Tweedledee. Més tard arriba Robin i lluita contra els vilans. Quan comencen a desbordar Robin, Deadman arriba i posseeix Bronze Tiger per assolar els vilans abans de demanar ajuda.
A Injustice 2, l'Espantaocells és un dels molts malvats contractats per Gorilla Grodd per formar The Society. Després d'una batalla amb Wonder Woman, l'Espantaocells va resultar ferit a causa de que Wonder Woman es va tallar la mà.

### Batman/Teenage Mutant Ninja Turtles
Al crossover de Batman/Teenage Mutant Ninja Turtles, l'Espantaocells apareix mutat en un corb com un dels diversos altres interns d'Arkham mutats per by Shredder i Foot Clan per atacar Batman i Robin. Batman és capturat, però Robin aconsegueix escapar. Després arriben les The Ninja Turtles i Splinter, on Splinter derrota als vilans mutats, mentre que Batman utilitza la seva nova Armadura Intimidadora per derrotar Shredder i les tortugues derroten Ra's al Ghul. Més tard, Gordon diu a Batman que els científics de la policia han aconseguit tornar tots els interns d'Arkham a la normalitat i actualment es troben sota custòdia d'ARGUS.

### Batman '66
L'Espantaocells apareix a Batman '66 (que es basa en la sèrie de TV de 1966). Aquesta versió del personatge es va adoptar en la infància i es va criar en una petita ciutat dels Apalatxes, anomenada adequadament Jitters Holler, després de ser abandonada pels seus pares. També va ser assetjat pel seu germà adoptiu Zeke, que espantava constantment Jonathan amb un espantaocells. Després de dirigir-se a la universitat, Crane torna a exactitud de venjança als ciutadans de la ciutat de Gotham. Mentre roben el banc de Gotham, Espantaocells s'enfronta a Batman i Robin i, mitjançant una arma creada per ell mateix, els infecta amb el seu gas de por, fent-los veure les seves més grans pors i permetent a l'Espantaocells una possibilitat d'escapar-se. Després d'això, Batman i Robin segueixen un rastre de pistes que els condueixen a Jitters Holler, on s'enfronten al vilà i són capaços de derrotar els Espantaocells després d'exposar-lo al seu propi gas.

### Batman: White Knight
L'Espantaocells té un aspecte menor a la sèrie de Batman: White Knight del 2017. Crane, juntament amb diversos altres vilans de Batman, és enganyat per Jack Napier (que en aquesta realitat era un Joker al qual se li havia produït una sobredosi de pastilles per Batman que el curava temporalment de la seva bogeria) a beure begudes que havien estat cuidades. del cos de Clayface. Això es va fer perquè Napier, que utilitzava la tecnologia del Barreter Boig per controlar Clayface, pogués controlar-los mitjançant la capacitat de Clayface de controlar parts del seu cos que s'havien separat d'ell. L'Espantaocells i els altres vilans s'utilitzen per atacar una biblioteca que el mateix Napier va ser instrumental per construir a Gotham en un dels districtes més pobres. Més endavant a la història, el barret de control és robat per Neo-Joker (la segona Harley Quinn, que sentia que Jack Napier era una anomalia patètica mentre que Joker era la veritable i bella personalitat), per intentar que Napier alliberés el Joker. personatge.

## En altres mitjans
Cinema
Espantaocells és interpretat per l'actor Cillian Murphy a la trilogia de Christopher Nolan The Dark Knight (2005-2012). És un dels principals antagonistes de la primera pel·lícula, Batman Begins. Després fa una breu aparició a The Dark Knight i torna com a antagonista menor a The Dark Knight Rises.